# Eucalliathla
Eucalliathla é um gênero de mariposa pertencente à família Acrolepiidae.